# Montefiascone (campo volcánico)
Montefiascone es un pequeño campo volcánico de la provincia volcánica Romana, en Italia. Incluye dentro el lago de Bolsena, y otros varios volcanes que rodea el lago.